# Xanthia tigrina
Xanthia tigrina là một loài bướm đêm trong họ Noctuidae.